# Bordelès
El Bordelès (en occità Bordalés) és una regió històrica d'Occitània a cavall de Gascunya i Guiana. La seva vil·la principal és Bordeus.
Segons la proposta de divisió territorial d'Occitània del diari Jornalet, basada en l'obra de Frederic Zégierman Le Guide des pays de France, el Bordelès seria una de les cinc sub-regions ubicades dins la regió de la Guiena. A la vegada, aquesta sub-regió contindria 5 parçans (comarques occitanes):
- Borgès (part meridional del Blaiès)
- Entre dues Mars
- La Grava
- Libornès
- Medòc

Administrativament, les comunes del Bordelès  estan adscrites al departament francès de la Gironda, a la regió administrativa de Nova Aquitània.

## Bordelès històric
El Bordelès històric és l'antiga diòcesi de Bordeus. Ocupava la part occidental de la Gironda més una petita partida del departament de les Landes.

### Llista de les parròquies i dels arxiprestats el 1585
Arxiprestat de BenaujaL'arxiprestat de Benauja és la partida centre-sud de l'Entre Duas Mars. Arbís, Aubiac (municipi de Verdelais), Banhaus (i el seu annex Montinhac), Bèravath, Blesinhac, Cadilhac, Cantòis, Capian, Cardan, Donzac, Escossan, Falairàs (i el seu annex Campet), Gabarnac, Ladaus, Lengoiran, Lestiac, Lopiac (capital), Montaroish (municipi de Targon), Montpesat (municipi de Morens), Montprimblan, Morens, Omet, Palhet, Lo Pian, Rions, La Ròca, Senta Crotz del Mont, Sent German de Grava (i el seu annex Semens), Sent Leon, Sent Macari, Sent Mexent, Sent Pèir de Vath, Solinhac, Targon (i el seu annex Totijac), Veguèir o Nairac, Vilanava de Rions.
Arxiprestat de BlaiaAirans, Anglada, Berson, Blaia (i el seu annex Senta Luça), Brau, Campunhan, Cars, Cartalèga, Conezac, Estaulèirs, Fors, Generac (i lel seu annex Saugon), Marcilhac (capital), Masion (i el seu annex St Seurin), Plassac, Plana Sèuva, Renhac, Sent Andrauni, Sent Aubin, Sent Caprasi, Sent Cristòli de Canac, Sent Cièrs de la Landa, Sent Genés de Segonzac, Sent Giron de Aigaviva, Sent Loís de la Contau, Sent Martin de la Cauçada (i el seu annex N.D. De Fredinhac), Sent Palais en Vitresés, Sent Pau de Maisondat, Sent Simon.
Arxiprestat de BorgAubia (i el seu annex Espessàs), Baion, Borg, Camilhàs, Casèla (municipi de Prinhac i Marcamps), Caunhasés, Cesac, Civrac, Comps, Cubzac, la Fossa (i el seu annex Sent Vevian), Gauriac (capital) (i el seu annex la Ruscada), Gauriaguet, Lansac, la Libarda, Marsàs, Mombrèir, Peujarn (i el seu annex Virsac), Prinhac (i el seu annex Marcamps), Punhac, Sent Andrés de Cubzat o dau Nom de Diu, Sent Cièrs de Canessa, Sent Gervasi, Sent Idens de Sodiac, Sent Laurenç d'Arça, Sent Mariens, Sent Savin, Sent Seurin de Toveiràs, Samonac, Tauriac, Tulhac (i el seu annex Sent Trojan), Vilanèva.
Arxiprestat de Buc i BòrnAudenja, Aurelhan, Biàs, Biganòs, Biscarròssa, La Canau, Casaus (municipi de La Tèsta), Endarnòs, Gastas, Gujan, Lèige, Lenton, Levinhac, Mamisan, Mesòs, Miòs, La Mòta, Parentís (capital), Lo Pòrge, Sent Julian de Bòrn, Sent Pau en Bòrn o Frontinhac, Salas, Sanguinet, Saumòs o Gorgàs, Lo Teish, Lo Temple de Sautujas, La Tèsta.
Arxiprestat de CernésAurinha (i el seu annex Lo Tusan), Austens (i el seu annex Sent Magne), Balisac, Lo Barp, Barsac, Bautiran (i el seu annex Aigamòrta), Begla, Beliet, Bomas, La Brèda, Budòs, Cadaujac, Canejan, Castra, Cerons, Cestàs, Hargas, Gradinhan (capital), Guilhòs, Isla Sent Jòrdi, Lendiràs, Leujats, Leunhan, Martilhac, Navalhan, Pessac, Podensac (i el seu annex Ilats), Portèth, Prenhac, Pujòus, St Lugèir de Balson, Sent Maurilhon, Sent Medard d'Airans, Sent Miquèu de Riufred, Sent Sefrian, Sent Sèuve, Saucats, Sautèrnas, Talença, Tolena, Vilagrens (i el seu annex Cabanac) (municipi de Cabanac i Vilagrens), Vilandraut, Vilanava d'Ornon, Viralada (i el seu annex Arbanats).
Arxiprestat d'entre DordonyaAbzac, Belvés (i el seu annex Capitorlan), Camps (i el seu annex Cornemps), Castilhon, La Faiòta (i els seus annexs Francs i les Sales), Gardegan, Gors, La Landa, Liborna, Lussac, Montanha, Montbadon (municipi de Peisseguin), Neac, Parsac (municipi de Montanha), Peinormand, Peisseguin, Petits Palais, Pomirau, Sablons, Semelhon, Sent Cibard de Combas, Sent Colomba, Sent Cristòli de Bardas, Sent Denís de Pila (i el seu annex Sent Jòrdi de Guistras), Sent Estève de Lissa, Sent Felipe d'Agulha, Sent Genés de Castilhon, Sent Ipolite, Sent Magne de Castilhon (capital), Sent Martin de Maserat (municipi de Semelhon), Sent Medard de Guisèiras, Sent Pèir d'Armens, Sent Seurin d'Eila, Sent Sulpici de Falairens, Senta Terra, Taiac, Tortirac (municipi de Gardegan i Tortirac), Vinhonet (i el seu annex Sent Laurenç de Combas).
Arxiprestat d'Entre Duas MarsAmbarés, Ambés, Artigas, Arvèiras (i el seu annex Sent Pèir de Vaus), Baishac, Baron, Bassens, Baurech, Boliac, Bonetan, Cadarsac, Còdol, Camairac (municipi de Sent Sulpici i Camairac), Camarsac, Camiac, Cambas, Camplanas, Carinhan, Cenac, Cenon, Creon, Cronhon, Cursan, Dardenac, Espiet (i el seu annex Danhac), Genissac (capital), La Grava d'Ambarés, Gresilhac, Gulhac, Hargas, Haus, Hloirac, Ison, Ivrac, Larmont, Linhan, Lopas, Madirac, Mainac (municipi de Camblanas i Mainac), Molon, Montferrand, Montussan, Nerijan, Pompinhac, Lo Pot, Quinçac, Sadirac, Sent Caprasi de Haus, Sent Denís (municipi de Camiac i Sent Denís), Senta Eulalia d'Ambarés, Sent Genés de Lombaud, Sent German dau Puish, Sent Jacme dau Bèc d'Ambés, Sent Lobés, Sent Quentin de Baron, Sent Sulpici d'Ison o de Bernac, Sent Vincent de Pau d'Ambés, Salabeu, La Salva, Tavanac, Tisac de Curton, Lo Torne, La Trèna, Tressas, Vaira.
Arxiprestat de l'EsparraBenon (municipi de Sent Laurenç), Blanhan, Boientran (municipi de Sent German d'Estulh), Bugadan, Cairac, Cissac, Civrac (i el seu annex Escurac), l'Esparra, l'Espitau (municipi de Graian i l'Espitau), Galhan, Graian, Jau (i els seus annexs Dinhac i Hloirac), Ordonac, Paulhac, Potensac (municipi d'Ordonac), Prinhac, Rinhac, Senta Alena de l'Estanc o Hortin, Sent Arlòdi (municipi de l'Esparra), Sent Cristòli de Castilhon (i el seu annex Coquècas), Sent Estèfe de Colonas (capital), Sent German d'Estulh, Sent Idens, Sent Laurenç, Sent Mambèrt (municipi de Paulhac), Sent Martin de Cadorna (i el seu annex Sent Seurin de Cadorna) (municipi de Sent Seurin de Cadorna), Sent Sauvur, Sensàs, Solac, Talaits, Uish (municipi de l'Esparra), Valairac, Vendais, Vensac (i el seu annex Semevian/ Sent Vevian), Vertulh.
Arxiprestat de FronsacBaiàs, Bonzac (capital) (i el seu annex Galgon), Cadilhac, Cainac (municipi de Galgon), Chamadela, Cotràs (i el seu annex Las Pinturas), Esgleisòtas o Sent Pèir de l'Estela, Fronsac, La Gòrça, Guistras, lsla de Carnèir (municipi de Lugon i l'Isla dau Carnèir), La Landa, Lugon, Maransin, Marcenés, Molhac, Perissac, La Poiada, Porquèiras, La Ribèira, Salhans, Sent Anhan, Sent Cièrs d'Abzac, Sent Cristòli de la Dobla (i el seu annex Chalaura), Sent Genés de Quelh, Sent German la Ribèira, Sent Martin dau Bòi, Sent Martin de Laia, Sent Miquèu la Ribèira, Sent Roman de Borsàs o la Virvèia, Salinhac, Savinhac d'Eila, Tarnés, Tisac, Verac, Vilagoja.
Arxiprestat de MolísEines, Arcins, Arsac, Avensan, La Barda, Blancafòrt, Brach, Bruja, Cantenac, Carcans, Castèthnau, Cussac (i el seu annex Senta Gema), Listrac, Ludon, Macau, La Marca, Margaus, Martinhàs, Merinhac, Molís (capital després del s. XVI) (i el seu annex Sent Genés de Mèira), Parempuira, Lo Pian, Senta Alena de la Landa, Sent Aubin, Sent Jan d'Ilhac, Sent Medard de Jalas (capital fins al s. XVI), Salaunas, Sossans, Lo Telhan.

## Bordelès actual
Es pot definir actualment el Bordelès com la regió vitícola que envolta Bordeu. Comprèn el Medòc vitícola fins a Valairac, el Blaiés fins a la frontera dels aiguamolls, el Libornés fins a la forest de la Dobla, Las Gravas i, de segur, l'Entre Duas Mars.

## Bordelès (parlar)
Un article és dedicat al parlar de la zona de Bordeu.